# 勒克雷
勒克雷（法語：Le Crest，法語發音：[lə kʁɛ]）是法国多姆山省的一个市镇，属于克莱蒙费朗区。

## 地理
勒克雷（45°41'12"N, 3°7'38"E）面积6.84 平方千米，位于法国奥弗涅-罗讷-阿尔卑斯大区多姆山省，该省份为法国中南部省份，北起阿列省接壤，东临卢瓦尔省，南至上盧瓦爾省和康塔爾省，西接科雷兹省和克勒兹省。
与勒克雷接壤的市镇（或旧市镇、城区）包括：沙诺纳、奥尔塞、拉罗什布朗什、圣阿芒塔朗德、塔朗德、韦尔-蒙通。
勒克雷的时区为UTC+01:00、UTC+02:00（夏令时）。

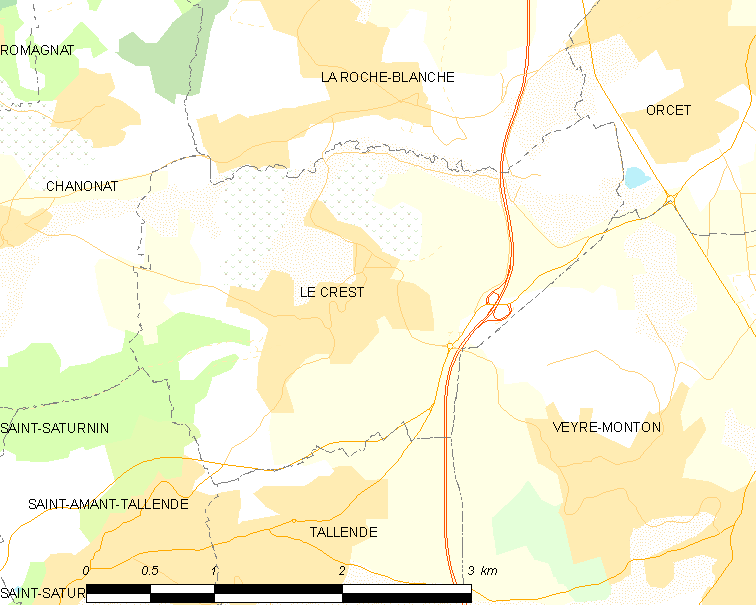
勒克雷的OSM定位图

## 行政
勒克雷的邮政编码为63450，INSEE市镇编码为63126。

## 政治
勒克雷所属的省级选区为莱马特尔德韦尔县。

## 人口

1962-2008年间勒克雷人口变化图示

勒克雷于2022年1月1日时的人口数量为1300人。